# VK4501(P)
VK4501(P)是第二次世界大戰中由納粹德國所研發的戰車，一般稱為六號戰車虎(P)（德語：Panzerkampfwagen VI Tiger (P)）。而「保時捷虎式（Porsche Tiger）」、「P虎」」或「虎P」則為俗稱。

## 概要
原與亨舍爾的VK4501(H)同為虎I的兩款試作型之一，並接受過制式採用前的測試。不過最後並沒有被採用。設計者為斐迪南·保時捷。
1941年5月26日，在希特勒山莊的會議中，希特勒明確指出必須配備強力的戰車。就此，亨舍爾與保時捷兩間公司正式展開研製該戰車的競賽。保時捷以研發VK3001(P)時所累積的技術作為基礎，重新設計成VK4501(P)。後於1942年4月20日希特勒生辰當天，亨舍爾與保時捷的試作型均接受了希特勒的檢閱，並在其面前進行直線行車測試。雖然亨舍爾的試作型受到希特勒與戈林冷遇，但就性能而言確實凌駕於保時捷之上。相反，保時捷的試作型不但做不到原地轉向動作，更在極限行走時陷入地面。於1942年7月27日，在庫斯麥多夫進行比較測試期間，亦達不到多項要求。由於在測試後仍然解決不了懸掛系統及引擎過熱的問題，最後由亨舍爾的試作型成為正式的六號戰車虎I並進行量產。
雖然在測試中不合格，但因事前的準備工作而生產了相當數量的車體裝甲板。而這些車體後來改造成突擊砲，最終成為90輛象式重驅逐戰車。

## 構造
VK4501(P)主要由車體與砲塔兩部份組成。車體設計繼承了四號戰車的守舊構造，並不像T-34般設有傾斜裝甲與曲面化裝甲。駕駛席與通訊手席的前方車身幾乎垂直，而車身、砲塔前側面完全沒有任何斜面（Glacis plate）的垂直構造。不過並不是單純的四角箱型，因為裝甲板無法保護起角的部份，所以整體來說實為八角形。砲塔則為筒狀。由於先前的作戰經驗，因此在車身與砲塔前方設有100毫米的裝甲，而側面、後方則為80毫米。從後方望前，車體的前方右側設有機槍，並由通訊手操作。左側為駕駛席。由於通訊手席、駕駛席的天井位沒有多餘空間，因此有部份側面裝甲被挖空，以設置艙蓋。艙蓋的厚度為80毫米。但由於開閉的實用性及難以防彈，所以後來將其廢止並焊死。第一輛原形車是由尼伯龍根製作所制製造。
由於車體的巨大重量，所以保時捷博士相當擔心械式操縱裝置的可靠性，因此試用了獨創的電動馬達。電力由2台風冷汽油引擎提供。由於使用電動的關係，完全省卻了變速及操縱時的換擋及複雜的操縱（轉向）裝置，取而代之，只需要控制電力流量就可以進行無段變速及操縱。但因這套巨大的引擎與馬達變得相當重要，所以將這1.5噸的負重物，安置在車身後半部的引擎室內。為此，砲塔配置在車身上很前的位置。兩台引擎並排於車身中央，後部則為2台橫置的馬達。因此VK4501(P)為後輪驅動。但因所搭載的風冷引擎在開始研發時已經問題叢生，其發電能力不足及過熱導致故障頻頻，在研發時進行越野行走時，更發生需要由VK3001(P)以電線進行供電才能前進的情況 。另外，由於馬達所產生的電磁噪音，令進行無線通信相當困難。
砲塔與亨舍爾製的虎I具兼容性，稍作修改就可以搭載。前方裝甲厚度為100毫米、側面為80毫米。整個砲塔上方基本平滑，但為了讓砲塔取得俯角，所以在中央部分設有稍為突起的緩衝間隔。由後方望前左側為車長席，天井則由100厚的裝甲構成並設有艙蓋。保時捷原本準備使用由高射砲改良的8.8厘米砲。其後改為56倍口徑8.8厘米KwK36。從後方望前砲塔的右側設有同軸機槍。
行走裝置為保時捷博士所獨創。其扭力桿並不是配置於車底，而是以縱置方式裝備於車外。扭力桿與2枚負重輪為一個組合，而車身兩側均安裝3個組合。這個搖動台車式的負重輪組合，與橫置的相比較為節省空間、簡化程序及能控制車高，亦可於車底設置艙蓋。這個方式後來更延續到使用VK4501(P)底盤的象式重驅逐戰車及部份獵虎式上使用。但由於彈簧欠缺彈性、重覆操作上的損耗及起動裝置需承受極大重量而問題多多。於獵虎式裝備後，更引起斷裂及低速行走時因履帶的脈動導致全車震動。而象式方面因較一般戰車重而令輪軸的零件嚴重損耗，必需頻繁更換。
左右兩邊的履帶均由109塊鐵片以單栓接合。鐵片的闊度為640毫米，因此進行接合時為相當重的勞動。由於重量大，如果履帶上的負重不平均的話，用作接合的栓就會斷裂，而履帶出現屈曲的情況亦時有發生，若進行高負荷的原地旋轉或急促旋轉更隨時引致履帶脫離，或直接出現故障。

## 投入實戰
在第653重驅逐戰車營內數輛的指揮車中，當中1輛為砲塔編號「003」的六號戰車虎(P)，是營部所屬並由营长霍普特曼·格林貝格(Hauptmann Grillenberg)所搭乘。此時車身前方與斐迪南／象式一樣增加了100毫米的裝甲板並以螺絲釘栓緊，使用克虏伯流水号Nr.14的量产型炮塔，砲塔天蓋被加高，从而消除了炮塔中间容納主砲的突起，并在内部增设Fu 5和Fu 8无线电台。这辆虎(P)指挥车参与了1944年4月在乌克兰的战事，但于同年7月损失，原因不明。

## 登場作品
- 《宮崎駿的雜想筆記》

當中被重新製成單行本的「豚之虎」，是講述保時捷虎式被編配到一個虛構實驗小隊，並在東部戰線進行艱苦的戰鬥。該作品在製作時為確實沒有投入到實戰，而在設定上為庫爾斯克會戰之後。
- 《少女与戰車》

於第10集中，為豹獅隊（汽車社隊伍）所搭乘的保時捷虎式登場。
- 《戰車世界》

做為德國科技樹VII階重型戰車登場，車身前方比照斐迪南驅逐戰車追加了另一片100mm裝甲版，達到200mm的裝甲等效。另外可安裝88mm L/71 戰車砲
- 《立喰師列傳》

電影版中登場。
- 《战争雷霆》

作为德国科技树的III、IV级高级载具登场，权重5.3~5.7。

## 註腳

### 資料來源
1. 1 2 3 4 5 6 7 8 9 10 11 12 13 14 15 16  『ティーガー戦車』付録9、「VI号戦車ティーガー(P)VK4501(P)の諸元」244頁。
2. 1 2 3  『ティーガー戦車』、「VK4501(P)戦車」29頁。
3. ↑  『ティーガー戦車』、「新型戦車開発計画」28頁。
4. ↑  『ティーガー戦車』、「ヘンシェル vs ポルシェ比較審查」92頁。
5. 1 2  『重駆逐戦車』、「フェルディナント／エレファント」、113頁。
6. 1 2  #achtungpanzer
7. ↑  #Unit 653 211頁
8. 1 2  #Panzer T6 26頁
9. ↑  #PanzerVI 54頁

### 網頁
- （英文）. achtungpanzer.com.   [2017年4月]. （原始内容存档于2014-02-18）.

### 書籍
- （日語）Walter J. Spielberger; 津久部茂明.  . 大日本繪畫. 1998年月6. ISBN 978-4499226851.
- （日語）Walter J. Spielberger; 木村義明.  . 大日本繪畫. 1994年8月. ISBN 978-4499226370.
- （英文）Münch, Karlheinz. . Stackpole Books. 01-01. ISBN 9780811732420. OCLC 60671737.
- （英文）Jentz, Doyle, Thomas, Hilary. . Boyds, MD: Panzer Tracts. 2001. ISBN 9780970840714.
- （英文）Doyle, Hilary. . Darlington Productions. 1997-01-01. ISBN 9781892848031. OCLC 45771173.